# 이지연 (1983년)
이지연(LEE Jee Yeon, 李芝妍, 1983년 6월 7일 ~)은 웨더뉴스의 전 웨더자키 8 기출신의 방송인이다.

## 인물 약력
- 2009년 7월 22일 - 웨더뉴스 인터넷 동영상 프로그램 SOLiVE24에 출연. 이후 이 프로그램의 캐스터를 맡는다.
- 2011년 1월 24일 -소라이브 코리아에서 마지막 방송을 했다.

## 과거 출연 프로그램
웨더뉴스 "SOLiVE24"
- 소라이브 문 (화 · 목 담당, 2009년 7월 22일 - 9 월 중순)
- 소라이브 아시아
- SOLiVE 황혼 (목)
- 소라이브 코리아 1기

## 같이 보기
- 웨더뉴스

| 7대 웨더자키 강한나, 김민혜 | 제8대 웨더뉴스 글로벌 모바일 웨더자키 2007년 8월 ~ 12월 | 9대 웨더자키 홍가은, 차유나 |